# Hoştülbent, Göle
Hoşdülbent là một xã thuộc huyện Göle, tỉnh Ardahan, Thổ Nhĩ Kỳ. Dân số thời điểm năm 2010 là 247 người.